# Ovaro
Ovaro (Davar en frioulan) est une commune de la province d'Udine dans la région autonome du Frioul-Vénétie Julienne en Italie.

## Administration
| Période                                  | Période  | Identité | Étiquette | Qualité |
| ---------------------------------------- | -------- | -------- | --------- | ------- |
| 14 juin 2004                             | En cours | Lino Not |           |         |
| Les données manquantes sont à compléter. |          |          |           |         |

### Hameaux
Agrons (Negrons), Cella (Cela), Chialina (Cjalina), Clavais (Clavaias), Cludinico (Cludini), Entrampo (Dentramp), Lenzone (Lençon), Liariis (Liaries), Luincis (luvincàs), Luint (Luvint), Mione (Mion), Muina (Muina), Ovasta (Davasta)

### Communes limitrophes
Ampezzo, Comeglians, Lauco, Prato Carnico, Ravascletto, Raveo, Sauris, Socchieve, Sutrio